# Иниго Ламорал фон Турн и Таксис
Иниго Ламорал фон Турн и Таксис (на немски: Inigo Lamoral von Thurn und Taxis; * кръстен 6 ноември 1653 в Брюксел; † 1 октомври 1713) е граф от фамилията Турн и Таксис на Турн, Валзасина и Таксис, императорски генерал на кавалерията.
Той е син на граф Ламорал II Клаудиус Франц фон Турн и Таксис (1621 – 1676), генерален-имперски постмайстор на имперската поща, и съпругата му графиня Анна Франсоаз Евгения фон Хорн (1629 – 1693), дъщеря на граф Филип Ламорал фон Хорн (1602 – 1654) и Доротея Жана де Лигне-Аренберг (1601 – 1665). По-големият му брат Евгений Александер (1652 – 1714) е генерален-имперски постмайстор, първият княз на Турн и Таксис (1695). По-малкият му брат Франц Зигизмунд (1655 – 1710) е генерал-капитан и губернатор на Лиеж.
Иниго Ламорал фон Турн и Таксис умира на 1 октомври 1713 г. на ок. 60 години и е погребан в Инсбрук.

## Фамилия
Иниго Ламорал фон Турн и Таксис се жени на 22 февруари 1689 г. в Аугсбург за Мария Клаудия Франциска Валбург фон Фугер-Кирхберг-Вайсенхорн-Норденхоф (* 13 януари 1668, Матзиз; † 13 април 1721, Констанц), дъщеря на граф Себастиан Фугер фон Кирхберг-Вайсенхорн (1620 – 1677) i Мария Клаудия Хундбис фон Валтрамс († 1702). Те имат децата: 
- Зигмунд Йозеф Бартоломеус Август († 23 август 1740, Хетцендорф погребан в Атцгерсдорф), граф на Турн, Валзасина и Таксис, женен I. за неизвестна, II. за баронеса Юлиана дел Карето
- Йохан Баптист Ойген Йозеф (* 20 август 1706, Констанц; † 3 юни 1762, погребан в Лавант), епископ на Лавант (1754 – 1762)
- Мария Елизабета (* пр. 1713; † 9 март 1744, Бухау), монахиня в Бухау
- Мария Анна (* 1 октомври 1696; † 3 февруари 1766, Хал, Тирол), омъжена за граф Карл Йохан Георг Куен фон Ауер († 1747)

Иниго Ламорал фон Турн и Таксис има извънбрачен син с Мария Луиза Родригез д'Евора и Вега (* 17 септември 1663):
- Игнац-Франсоа де ла Тур е Таксис († 17 август 1737), сеньор на Балегем, женен на 28 октомври 1730 г. за баронеса Мари Луиза ван дер Хееген д'Хердресем (* 2 март 1712, Ротселаер; † 24 ноември 1742, Гент)